# Hedy Lamarr Preis
Der Hedy Lamarr Preis ist benannt nach der in Wien geborenen Schauspielerin und Erfinderin Hedy Lamarr (1914–2000). Er wird jährlich seit 2018 von der Stadt Wien gemeinsam mit DigitalCity.Wien und Urban Innovation Vienna an Forscherinnen in Österreich für ihre innovativen Leistungen im Bereich der Informationstechnologie (IT) vergeben. Die Nominierung und Qualitätssicherung erfolgt durch den Fonds zur Förderung der wissenschaftlichen Forschung, den Wiener Wissenschafts-, Forschungs- und Technologiefonds und die Österreichische Forschungsförderungsgesellschaft.
Der Preis ist mit 10.000 Euro dotiert und zielt darauf ab, die Rolle und Bedeutung von Frauen in der IT hervorzuheben und zu stärken. Die Sozialwissenschaftlerin und Informatikerin Verena Fuchsberger-Staufer, die 2018 als erste mit dem Preis ausgezeichnet wurde, bekräftigte in ihrer Rede, dass nach der Verleihung „unglaubliche Resonanz gekommen“ sei. Die Preisträgerinnen dienen der nächsten Generation als Vorbilder und sollen junge Frauen motivieren, einen Beruf in der IT-Branche zu ergreifen.
Hedy Lamarrs Sohn, Anthony Loder, wohnte der ersten Preisverleihung bei und betonte in seiner Rede auch die wichtige erinnerungskulturelle Funktion des Preises: „Meine Mutter wäre tief bewegt zu sehen, dass ihr in ihrer Heimat in erster Linie als Erfinderin gedacht wird. Sie wäre glücklich zu wissen, dass unter ihrer Patronanz eine neue Generation von erfolgreichen österreichischen Wissenschaftlerinnen heranwächst.“

## Preisträgerinnen
- 2018: Verena Fuchsberger-Staufer (Universität Salzburg) für ihre Forschung zu digitalen Unterstützungsmöglichkeiten der Großeltern-Enkelkind-Beziehung über Distanz[4]
- 2019: Martina Lindorfer (TU Wien) für ihre Forschung zur Erkennung und Abwehr von Schadprogrammen auf mobilen Geräten[5]
- 2020: Laura Nenzi (TU Wien) für ihre Forschung im Bereich des maschinellen Lernens[6]
- 2021: Johanna Pirker (TU Graz) für ihre Forschungen zu innovativen Lernmethoden und immersiven Erfahrungen[7]
- 2022: Shqiponja Ahmetaj (TU Wien) für Arbeit zu Werkzeugen und Methoden für intelligentes Datenmanagement[8]
- 2023: Maria Eichlseder (TU Graz) für Arbeit zu sicheren und effizienten kryptographischen Algorithmen[9]
- 2024: Laura Koesten (Universität Wien) für ihre Forschung, Algorithmen und Daten verständlicher zu machen[10]